# North Sea Cup
Der North Sea Cup war eine vom Nederlandse IJshockey Bond (NIJB) ausgetragene Eishockeyliga, an der die besten niederländischen und belgischen Eishockeyclubs teilnehmen. Sie wurde in der Saison 2010/11 erstmals durchgeführt. Die Saison 2010/11 begann am 5. November 2010 und endete mit dem Finale am 27. Februar 2011, welches HYS The Hague gewann.
Im Sommer 2012 wurde der North Sea Cup als eigenständiger Wettbewerb aufgelöst, stattdessen erhalten belgische Vereine eine Spielgenehmigung für die niederländische Eredivisie. 2015 wurde die Idee des North Sea Cups mit der Zusammenlegung die niederländische Eredivisie und die belgische Eredivisie zur BeNe League wieder aufgegriffen.

## Teilnehmer
In der Saison 2010/11 nahmen neun Mannschaften an der Liga teil, davon sieben aus den Niederlanden und zwei aus Belgien. Die Zoetermeer Panters mussten während der Saison aus finanziellen Gründen den Spielbetrieb einstellen. Zur Saison 2011/12 wurde die Liga auf 10 Teams aufgestockt, neu dabei waren die Amsterdam Capitals und die Chiefs Leuven. 
- Friesland Flyers (2010–2012)
- DESTIL Trappers Tilburg (2010–2012)
- Eindhoven Kemphanen (2010–2012)
- HYC Herentals (2010–2012)
- HYS The Hague (2010–2012)
- Nijmegen Devils (2010–2012)
- Ruijters Eaters Geleen (2010–2012)
- White Caps Turnhout (2010–2012)
- Zoetermeer Panters (2010/11)
- Chiefs Leuven (2011/2012)
- Amsterdam Capitals (2011/2012)

## Modus
Die beteiligten Clubs spielen eine Doppelrunde. Die beiden ersten der Tabelle qualifizierten sich für das Finale des North Sea Cups, wobei der Tabellenerste Heimrecht hatte. 
Für die niederländischen Vertreter ist der North Sea Cup die Hauptrunde der Eredivisie, deren Playoffs sie im Anschluss an den North Sea Cup ausspielen. Die belgischen Vertreter sind vor und während des North Sea Cups am belgischen Pokal beteiligt, nach dem North Sea Cup spielen sie den belgischen Meister aus.

## Meister
- 2011/12: HYS The Hague
- 2010/11: HYS The Hague